# Zakole Dunaju

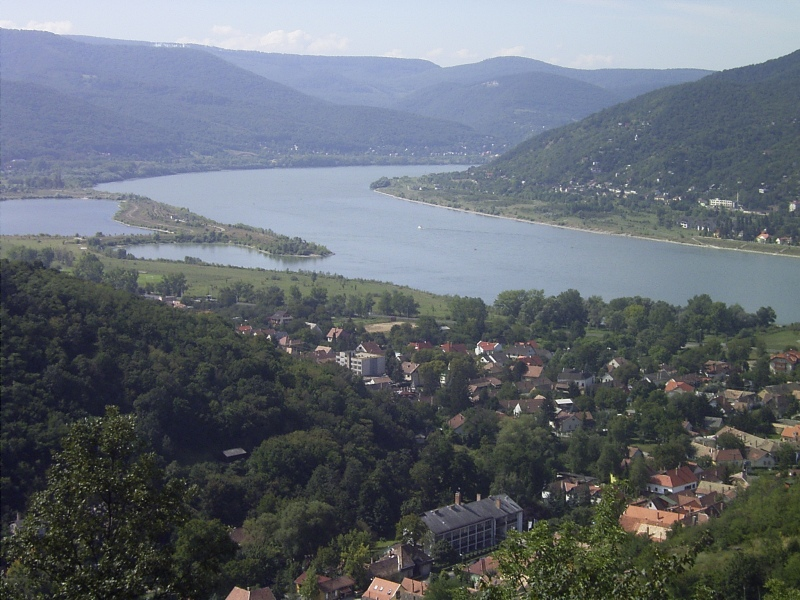
Dunaj pod Wyszehradem

Zakole Dunaju (t. Łuk Dunaju; węg. Dunakanyar, niem. Donauknie) - przełomowy odcinek Dunaju, leżący na Węgrzech, na północ od Budapesztu. 
Odcinek doliny Dunaju zwany Zakolem Dunaju zaczyna się (w przybliżeniu) w mieście Ostrzyhom, kończy się w mieście Szentendre. Dunaj w Zakolu przełamuje się z Małej Niziny Węgierskiej na Wielką Nizinę Węgierską i zmienia kierunek ze wschodniego na południowy. Ten odcinek doliny Dunaju biegnie w poprzek pasma wzgórz i niskich gór: na zewnątrz łuku pozostają wzgórza Börzsöny, Gödöllő i Cserhát, należące do Średniogórza Północnowęgierskiego, wewnątrz łuku leżą Góry Zakola Dunaju - wzgórza Gerecse, Pilis i Budai, należące do Średniogórza Zadunajskiego. Od wysokości Wyszehradu do Budapesztu w korycie Dunaju rozciąga się wyspa rzeczna Szentendrei-sziget. 
Północnym i wschodnim brzegiem Dunaju w Zakolu przebiega linia kolejowa Budapeszt-Bratysława, zaś oboma brzegami biegną drogi krajowe. 
W Zakolu leżą stare węgierskie miasta Esztergom (Ostrzyhom), Vác, Visegrád (Wyszehrad) i Szentendre. Bezpośrednio za Zakolem zaczynają się północne przedmieścia Budapesztu.